# Raja Ungu
Raja Ungu ("Den purpurfärgade drottningen"), levnadsår okända, var regerande drottning av det muslimska sultanatet Pattani (nuvarande södra Thailand) mellan 1624 och 1635.  Hon efterträdde sin syster Raja Biru och efterträddes av sin dotter Ratu Kuning.

## Biografi
Raja Ungu var dotter till Sultan Mansur Shah. Hon gifte sig med kungen av Pahang. Hon kallades tillbaka till Patani för att efterträda sin syster 1624, och blev då den tredje av sin fars döttrar att efterträda honom på tronen. 
Åren 1624-1625 förde hon krig mot Ayudhya eller Siam (Thailand) i spetsen för en armé på 3000 män, vilket slutade med seger och resulterade i att hon lyckades avvärja det hot som präglade hennes systers regeringstid, och Siam uppgav sitt krav på Patani. När Prasartthong besteg den thailändska tronen 1629, befriade hon dessutom Patani från den thailändska överhögheten genom att vägra sända sin tribut. 
Hon gifte 1632 bort sin dotter, som redan var gift, med Sultan Abdul Jalil Shah III av Johor. Hennes dotters första make, kung Okphaya Déca av Bordelong (Phatthalung) övertalade då Siam att attackera Patani.  Siam attackerade både 1632 och 1634, men hon slog tillbaka båda attacker. Krigstillståndet, samt det faktum att Siam var allierat med Nederländerna, gjorde dock att Patanis handel och därmed dess välstånd drabbades hårt. 